# Человек-ящик
«Человек-ящик» (яп. 箱男) — роман Кобо Абэ, написанный в 1973 году и рассказывающий о человеке, который начал жить в ящике-коробке из-под холодильника, о его восприятии и мире вокруг него. На его основе был снят одноимённый фильм Гакурю Исии с Масатоси Нагасэ и Таданобу Асано в главных ролях, премьера которого состоялась 17 февраля 2024 года на 74-м Берлинском кинофестивале. Исии получил согласие правообладателей на создание фильма по произведению ещё в 1997 году, тогда же и был начат кастинг и разработка сценария фильма, увидевшего свет спустя 27 лет, на столетие писателя.

## Написание
Сразу после публикации «Сожженной карты» Кобо Абэ рассказал о своем видении следующего романа: «Я попытаюсь изобразить мир тех, кто сбежал, мир тех, кто исчез, мир тех, кому негде больше жить». В течение следующих пяти с половиной лет работы над книгой Абэ казалось, что работа со дня на день будет закончена, но каждый раз, вычитывая ее, он возвращался к исходной точке и и полностью переробатывал, что это требовало много работы. Хотя объем завершенной рукописи и составил 300 страниц, по его словам обьем всех черновых вариантов романа составлял более 3000 страниц. Говоря о вохновении послужившим началом работы над «Человеком-ящиком», он упомянул случай, когда попал на акцию протеста против бездомных, где столкнулся лицом к лицу с бездомным, носившим поверх своего тела картонную коробку. Он был настолько потрясен, что это стало отправной точкой для написания романа.
Относительно идеи «фальшивых врачей», которые появляются в произведении, он упоминает, что во время войны, когда не хватало медицинских работников, были так называемые «медицинские солдаты», обладающие большими медицинскими познаниями и навыками. Подобные «фальшивые» врачи на самом деле были более квалифицированными, чем те, кто окончил медицинскую школу, как он сам. Развивая этот вопрос Абэ объясняет, что в наши дни то, является ли врач настоящим или фальшивым, определяется его регистрацией в данной должности в реестре правительства. Так пусть «фальшивые врачи», будучи самозванцами, считаются большим злом в этом мире, но даже среди настоящих врачей существует огромная разница в уровне квалификации, и есть много беспечных врачей, которые ничем не отличаются от любителей, или имеющих только лицензию. По его мнения такие куда более более опасны и пугающи в системе здравоохранения. Что же касается взаимоотношений между «Человеком -ящиком» (носящий на себе ящик, но при этом считающимся «незарегестрированным» и «Поддельным Человеком-ящиком», он объясняет: «Реальность или подделка чего-либо определяется регистрацией, а не фактическим содержанием. По этой причине, если вы вообще отказываетесь регистрироваться, то вы становитесь никем, автоматически превращаясь в нищего. Если это не так, то тогда все становится ложью. В истории появляется много лжи, и отношения между подделками и самим Человеком-ящиком, в которой появляются эти подделки, плодились по мере развития воображения».
Абэ также вдохновила газетная статья о бездомном, который сжалился над бездомным алкоголиком, желавшим покончить жизнь самоубийством, и помог ему повеситься. Писатель также написал отдельную главу об этом, но она была удалена из окончательного варианта. В записной книжке Абэ говорится: «Когда мужчину обнаружили, его товарищ сидел на ближайшем камне и плакал. Когда его допросила полиция, мужчина просто ответил: „Я ждал“. На вопрос „Чего ты ждал?“ он не смог ответить».

## Влияние
- Тэдзука Осаму упоминает «Человек-ящик» в своей манге «Барбарелла».
- По словам создателя игры Хидео Кодзимы, «картонная коробка», появляющаяся в серии игр Metal Gear, является данью уважения именно этому произведению.
- Один из образов видеоигре Silent Hill 3 был вдохновлен книгой[10].